# 特納斯堡 (北卡羅萊納州)
特納斯堡（英語：Turnersburg）是位於美國北卡羅萊納州艾爾代爾縣的非建制地區。

## 歷史
特納斯堡的郵局自1858年營運至今。

## 地理
特納斯堡所處的海拔為高於海平面234米（即768英呎），而該地所採用的時區為UTC-5，即北美东部时区（EST）。同時該地設有夏令時間，為UTC-5調快一小時，即UTC-4（EDT）。